# Художественная галерея Виннипега
 Художественная галерея Виннипега (англ. Winnipeg Art Gallery (WAG)) — художественная галерея в городе Виннипег (провинция Манитоба, Канада). Галерея расположена в деловом центре города, в двух кварталах от  Законодательного собрания провинции и примерно на таком же расстоянии от университета Виннипега. Основана в 1912 году (однако открыта лишь в 1933 году).  Старейшая общественная художественная галерея в Западной Канаде и 6-я по величине галерея Канады.

## История и коллекция
В коллекции художественной галереи Виннипега находится  около 24 тысяч работ, с особым акцентом на искусство Канады и искусство Манитобы. Первоначально галерея размещалась в двух арендованных комнатах в старом здании на углу улиц Мэйн и Уотер. По мере роста коллекции галерея переезжала с места на место, в том числе располагалась и в здании на Сент-Мари авеню, в котором ныне находится Архив провинции Манитоба.
В своё нынешнее здание, построенное по проекту архитектора Густава Да Роза, галерея перебралась в 1971 году. На крыше здания находится сад скульптур, внутри галереи, помимо экспозиционных залов, находится 320-местная аудитория, лекционный и конференц-зал, магазин сувениров и ресторан. В здании галереи также находится своя библиотека, в фондах которой 24 тысячи книг, 9 тысяч биографий художников (в основном канадских) и сотни журналов, посвящённых искусству.
В коллекции галереи находится одно из крупнейших в мире собрание эскимосского искусства. Начало собранию дал в 1960 году Джордж Суинтон, купивший коллекцию из 130 эскимосских скульптур. Коллекция Джерри Туми из примерно 4 тысяч произведений искусства инуитов поступила в галерею в 1971 году. Сейчас в коллекции уже более чем 10700 работ.
Галерея может похвастаться большой коллекцией декоративно-прикладного искусства, в которой находится 4 тысячи предметов, в том числе керамика, стекло, металл, гобелены начиная с XVII века до середины XX века. Галерея искусств Виннипега также обладает обширной коллекцией фотографий, в которой до 1300 работ.
Художественная галерея Виннипега получила международное признание, выставки с экспонатами галереи прошли  в Нью-Йорке, Каракасе, Боготе, Барселоне, Токио, Салониках и Вероне.